# خوسيه هيرميس موريرا
خوسيه هيرميس موريرا (بالإسبانية: José Hermes Moreira)‏ هو لاعب كرة قدم أوروغواياني في مركز الدفاع، ولد في 30 سبتمبر 1958 في سان خوسيه دي مايو ‏ في الأوروغواي. شارك مع منتخب الأوروغواي تحت 20 سنة لكرة القدم ومنتخب الأوروغواي لكرة القدم. أما مع النوادي، فقد لعب مع شيكاغو ستينغ ونادي دانوبيو وناسيونال مونتيفيديو.

## وصلات خارجية
- خوسيه هيرميس موريرا على موقع الاتحاد الدولي (مؤرشف)  (الإنجليزية)
- خوسيه هيرميس موريرا على موقع قاعدة بيانات كرة القدم.إي يو (الإنجليزية)
- خوسيه هيرميس موريرا على موقع ناشيونال فوتبول تيمز (الإنجليزية)